# (9009) Tirso
(9009) Tirso est un astéroïde de la ceinture principale.

## Description
(9009) Tirso est un astéroïde de la ceinture principale. Il fut découvert le 23 avril 1984 à La Silla par Vincenzo Zappalà. Il présente une orbite caractérisée par un demi-grand axe de 2,26 UA, une excentricité de 0,14 et une inclinaison de 3,0° par rapport à l'écliptique.

## Compléments